# 양전자 방출 컴퓨터 단층촬영

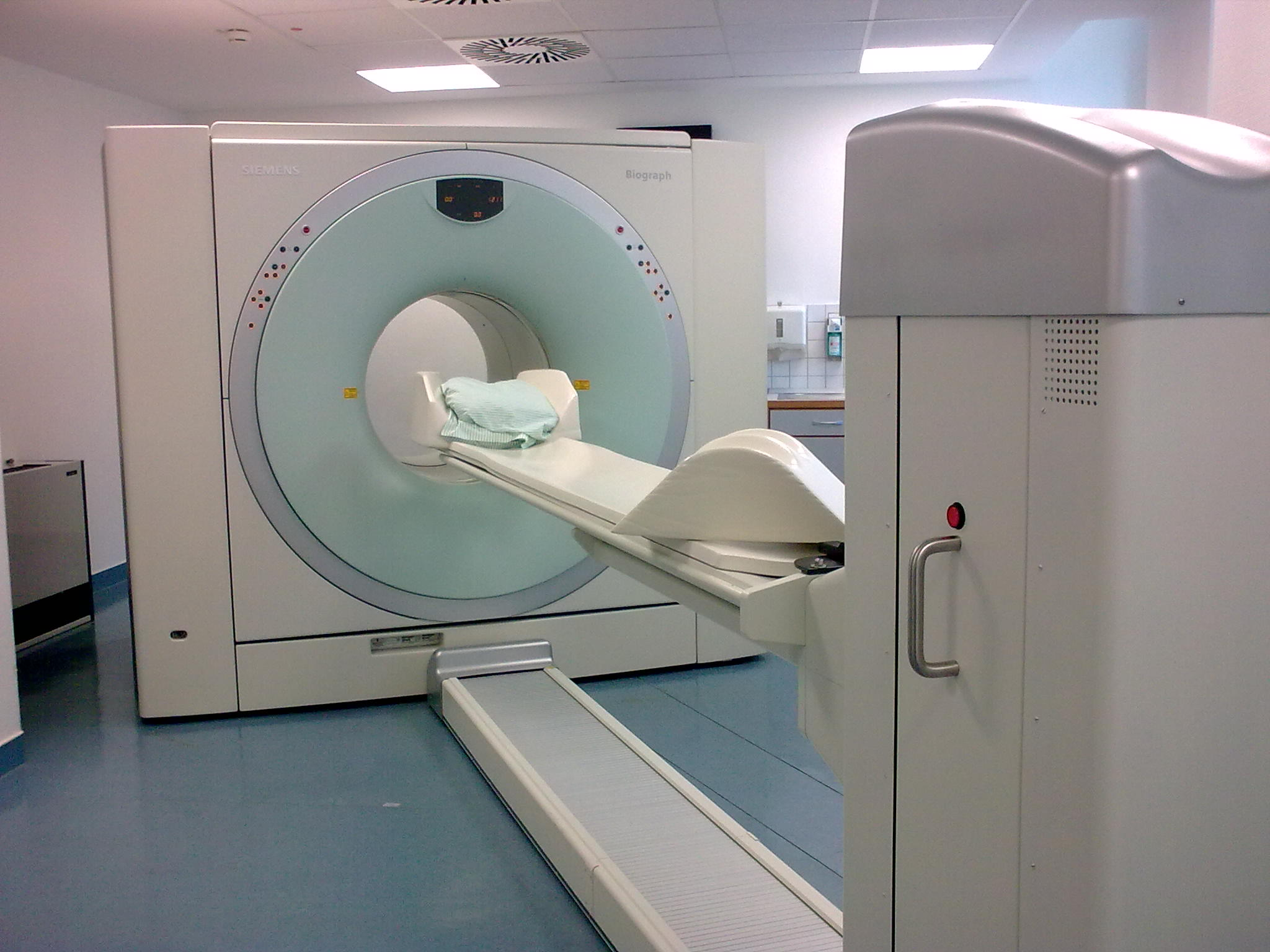
지멘스 바이오그래프 PET-CT 스캐너

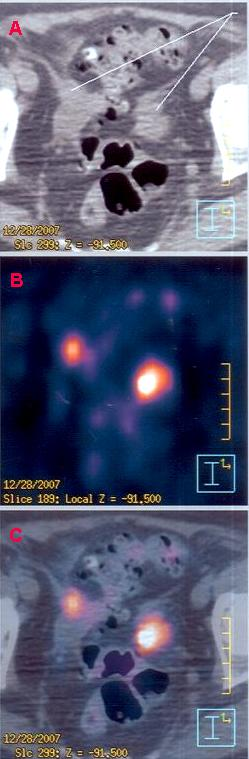
A - CT 이미지; B - PET 이미지; C - PET와 CT. 붉으스름한 물질은 69세의 여성의 골반(pelvis)에 폐전이(metastases)로 인하여 생긴 대사 항진된 덩어리(hypermetabolic mass)를 보여주는데, 이는 결장암 수술로 제거가 되었다.

양전자 방출 컴퓨터 단층촬영(positron emission tomography-computed tomography; PET-CT, PET/CT)은 양전자 방출 단층촬영(PET) 주사기(scanner)와 컴퓨터 단층촬영(CT) 주사기를 하나의 갠트리 시스템(gantry system)으로 결합한 기기를 이용한 의학 영상 기술로, 두 기계로부터 얻어진 이미지들을 연속적으로 모으고, 하나의 중첩된 이미지로 나타낸다. 그러므로 PET로부터 얻어진 기능적 이미지( functional image)들은 신체의 신진 대사나 생화학적 활동의 공간적 분포에 대해서 보여주는데, CT 스캐닝으로 얻은 이미지 보다 훨씬 정확하게 배치 되어있고 해부학적 이미지와 연관 된다. 2차원, 3차원 이미지 복구는 일반적인 소프트웨어와 제어 시스템 기능으로 재구성하여 보여준다.
PET-CT는 기능적 이미지에 해부학적 위치의 예측을 더하면서 많은 분야의 의학 진단에 있어서 혁신을 가져다 주었다. 이 점은 이전의 순수 PET 영상에서는 없던 것이다. 예를 들어 종양학( oncology), 수술 계획(surgical planning), 방사선 치료(radiation therapy), 암 병기 판정( cancer staging) 등 많은 영상 진단 절차에서 PET-CT가 가능해 짐에 따라 급속하게 변화되고 있고, 센터들은 점진적으로 종래의 PET 기계는 버리고, PET-CT로 대체하고 있다. 비록 이 기기가 훨씬 더 비싸지만, 사실상 두 기기의 기능이 하나로 합쳐진 독립형 검사로, 두 가지 기능을 모두 쓸 수 있는 장점이 있다.
PET-CT가 널리 사용되는 데 있어서 장애가 되는 단 한 가지는 PET-CT 이미징에 쓰이는 방사선 의약품( radiopharmaceuticals)을 생산하고 운반할 때의 어려움과 비용이다. 이것은 보통 오래 지속되지가 않는다. (예를 들어 글루코스의 신진 대사를 추적하기 위해 사용되는 방사성 동위원소 F-18 (fluorodeoxyglucose, FDG를 쓴다)의 반감기( half-life)는 두 시간 밖에 안 된다). 이 방사선 의약품이 반감기가 짧아 생산하는 데에도 비싸지만 제조하는 장치도 매우 값비싼 입자 가속기의 일종인 싸이클로트론( cyclotron)을 필요로 하기 때문에 비용이 많이 든다. PET-MRI도 PET-CT와 같이 모달리티(modality)를 합쳐서 중첩된 이미지를 얻는 것이다.

## 역사
PET-CT 시스템은 최초로 David Townsend(그 당시에 제네바 대학에 있었다.)와 Ronald Nutt(미국 테네시주 녹스빌(knoxville)의 CPS innovation에 있었다.)에 의해서 고안 되었다. 병원 진단용 PET-CT의 원형은NCI에 의해서 투자되었고, 1998년에 피츠버그 대학 의학 센터에 설치가 되었다. 최초의 상업적 시스템은 2001년에 시장에 뛰어들었고, 2004년이 되어서는 전 세계적으로 400대가 넘게 설치 되었다.

## FDG 이미징 절차
다음은 FDG 신진대사 매핑 진단을 통해서 어떻게 PET-CT가 동작하는지 순서대로 나타낸 것이다 :
1. [공복]. 검사를 시작하기 전에, 환자는 4시간 이상 공복이어야 한다.
2. 검사를 받는 날에는, 적어도 15분 이상은 누운 채로 휴식을 취하여 근육의 운동을 진정시킨다.
3. 급속 정맥 주사. 대개 팔에 있는 정맥을 통해서, 최근에 만들어진 2-FDG나 3-FDG를 한 회 분량만큼 주사한다. 도수의 범위는 체중 1kg 당 0.1 ~ 0.2mCi이다.
4. [스캐닝]. 한 시간이나 두 시간 후에, 환자는 특정 관심 영역에 따라(region of interest, ROI)에 따라서 팔을 자연스럽게 몸 쪽으로 뻗는 양와위[4] 자세나, 머리위로 올린 자세로 PET-CT 기계로 들어간다.
5. 자동 침대가 머리를 갠트리(gantry) 안으로 들어가게 한다. CT 스캔 전에 환자 위치 영상을 얻는다. (topogram, 혹은 스카우트 뷰(scout view),[5]surview라고 부른다.) 위 쪽에 고정되어 있는 X-ray 관을 통해 전신의 시상 단면( sagittal section)을 얻게 된다.
6. 기계 작동자는 PET-CT 컴퓨터 콘솔을 사용하여 환자를 파악하고 검사하는데, 스카우트 뷰(scout view)에서의 전신 위쪽 부분과 아래쪽 부분의 범위를 정하고, 또 스캐닝 변수를 선택하고 이미지 획득을 시작한다.
7. 환자는 자동적으로 CT 갠트리에 머리가 먼저 들어가고, x- ray tomogram을 얻는다.
8. 이제 환자는 일어나도 된다. 그리고 PET-CT 소프트웨어는 PET와 CT 이미지를 맞춰서 재구성하기 시작한다.

전신 스캔(보통은 넓적 다리 중간쯤부터 머리 끝까지)은 장비에 사용되는 기술이나 획득 프로토콜에 따라서 5분에서 40분 정도 걸린다. FDG 이미징 프로토콜은 2에서 3mm의 굵기의 슬라이스를 얻게 된다. 대사 항진된 부분은 폴스 칼라(false color)로 표현하였다. 폴스 칼라는 픽셀( pixel)이나 복셀( voxel)을 그레이 값( gray-value)으로 코드화 한 것을 말하고, CT 이미지를 코드화하여 구성한다. 표준 섭취 계수( Standardized Uptake Values, SUV)는 이미지 상에서 감지된 대사 항진된 부분을 소프트웨어로 계산한 것을 말한다. 기능성 이미징이 정확한 해부학적 예측을 하지 못하기 때문에 병소( lesion)의 양자화 된 크기만 나타낸다. 병이 난 부위가 영상에서 가시화되었을 경우에는 CT를 쓸 수 있다. (항상 그런 것은 아니다. 대사 항진된 부위에서 해부학적 변화가 일어나지 않을 때)
FDG 제조자는 매일 진단 이미지 센터에 4~5번의 검사를 수행할 만큼 충분한 양의 FDG를 하루에 두 번 정도나 그 이상으로 보낸다.
이미지에 근거한 암의 방사선 치료를 할 때는, PET-CT 촬영을 하기 전에 특별한 기점 마크( fiducial marks)가 환자의 몸에 놓여져 있어야 한다. 그러므로 얻어지는 슬라이스들은 선가속도(높은 에너지 양자를 이용하여 타켓 부분에 정확하게 쏘기 위하여 사용됨, radiosurgery)로 디지털화되어 전송된다.

## 같이 보기
- 양성자 방출 단층 촬영술 (PET)

- 핵 의학( Nuclear medicine)

- 단일 광자 방출 단층 촬영술( single photon emission computed tomography)

- 신경 촬영법( Neuroimaging)

- 암 대사 영상(Imaging in cancer)